# Oficina Municipal de Información Laboral
OMIL es el acrónimo de Oficina Municipal de Información Laboral, también conocida como Oficina Municipal de Intermediación Laboral, un organismo dependiente administrativamente de las municipalidades chilenas, y bajo dependencia técnica del Servicio Nacional de Capacitación y Empleo (SENCE). 
Fueron establecidas por la ley 19518, promulgada en 1997. Son las sucesoras legales de las Oficinas Municipales de Colocación, creadas en 1976 por el decreto ley 1446.
Son organismos técnicos que en forma gratuita relacionan la oferta y demanda de trabajo, otorgando información y orientación para el empleo y la capacitación. Al mismo tiempo, son la puerta de entrada a los programas sociales relacionados con empleo y capacitación que ejecuta el Estado de Chile.
Entre sus funciones se incluye, de acuerdo a la ley 19728 que crea el Seguro de Cesantía, en el artículo 28, que «las Oficinas Municipales de Intermediación Laboral OMIL, deberán cumplir el rol de intermediar a los beneficiarios del Seguro con cargo al Fondo Solidario, para apoyar su búsqueda activa de empleo, asignar cursos de capacitación y certificar su derecho al pago del beneficio».